# James Paul Moody
James Paul Moody (Scarborough, 21 de agosto de 1887 – Océano Atlántico, 15 de abril de 1912) fue un marino británico, sexto oficial del RMS Titanic y el único oficial subalterno en morir en el hundimiento de ese buque.

## Primeros años
Nació en Scarborough, North Yorkshire, Inglaterra, hijo de John Henry Moody y de Evelyn Louis Lammin. Moody se hizo a la mar a los 14 años y practicó en el barco de formación náutica HMS Conway en Birkenhead. Posteriormente, ingresó a la naviera White Star Line y sirvió ese mismo año en el RMS Oceanic (junto con el otro oficial del Titanic Charles Lightoller) antes de ser transferido al Titanic en 1912 a los 24 años. En ese entonces, él estaba viviendo con un tío en St. James House en Grimbsby, Lincolnshire.

## RMSTitanic
Al igual que el resto de oficiales subalternos, Moody recibió un telegrama a comienzos de 1912 ordenándole dirigirse a las oficinas de la White Star en Liverpool para el 26 de marzo. Desde allí, viajó para abordar al Titanic en el astillero de Harland & Wolff en Belfast. Luego de eso, el Titanic zarpó desde Southampton. El trabajo de Moody como sexto oficial le embolsaba muy poco dinero, por lo que se le concedió su propio camarote en compensación por su bajo salario.
El día en el cual zarpó el Titanic, el 10 de abril de 1912, Moody ayudó entre muchas cosas al quinto oficial Harold Lowe a subir dos botes salvavidas a estribor para cumplir con las medidas de seguridad del Titanic y también fue el encargado de cerrar la última pasarela del barco. Una vez en el mar, Moody cubrió la guardia de 4-5 p. m. y las guardias de 8-12 de la noche, lo que quiere decir que estaba a cargo de vigilancia junto con el primer oficial William McMaster Murdoch cuando el Titanic chocó contra un iceberg a las 11:40 de la noche del 14 de abril. Luego de divisar el iceberg, el vigía Frederick Fleet hizo sonar la campana tres veces y llamó telefónicamente al puente de mando. Esta llamada la contestó Moody, quien le dijo "¿Qué es lo que ve?" a lo que Fleet replicó "¡Iceberg, justo al frente!".
En la posterior evacuación del barco, Moody ayudó en la descarga de los botes salvavidas 12, 14 y 16. Mientras descargaba el bote 14, el quinto oficial Lowe dijo que un oficial debía tripular el bote. Pero pese a que tradicionalmente Moody debería haber tripulado este bote salvavidas debido a su bajo rango, éste le cedió el bote a Lowe. Esta decisión probablemente marcó su destino. Moody fue visto por última vez intentando lanzar al agua el bote plegable A, un bote de emergencia, justo minutos antes del hundimiento. Moody fue visto por el cabo de lámparas del barco, Samuel Hemming, en la parte superior de la zona de oficiales que trataban de arriar el bote plegable, a sólo unos minutos antes del hundimiento final. Sin embargo, no se sabe qué es lo que le sucedió a Moody, una de las posibilidades es que fuera víctima de la caída de la chimenea n.º 1, justo al lado del plegable A, o que sufriera de hipotermia debido a las frías aguas del océano Atlántico (4 °C). Moody tenía 24 años en el momento de su muerte. Si su cuerpo fue recuperado, nunca fue identificado.
En su ciudad, hay un monumento en su honor.